# Хабі Алонсо
Хав'єр Ало́нсо Ола́но (ісп. Xabier Alonso Olano), відоміший як Хабі Алонсо (ісп. Xabi Alonso; нар. 25 листопада 1981 року, Толоса, Країна Басків, Іспанія) — іспанський футболіст, який виступав на позиції півзахисника за декілька клубів та збірну Іспанії. Після завершення ігрової кар‘єри — футбольний тренер. З 2025 року очолює тренерський штаб клубу Реал Мадрид.
На клубному рівні Алонсо — переможець Ліги чемпіонів (2004/05, 2013/14), Суперкубка УЄФА (2005, 2014), кубка Англії (2005/06), Суперкубка Англії (2006), кубка Іспанії (2010/11, 2013/14), чемпіонату Іспанії (2011/12) та Суперкубка Іспанії (2012). У складі збірної Іспанії Хабі — дворазовий переможець Євро (2008, 2012) та чемпіон світу (2010). Крім того він учасник чемпіонату Європи 2004, чемпіонату світу 2006 та чемпіонату світу 2014.
Алонсо, який грав на позиції опорного півзахисника, забивав голи з наддалеких дистанцій. У матчі на Кубок Англії проти «Лутон Тауна» у січні 2006 року він забив два голи з далекої дистанції, один з яких ударом з 65 ярдів (59,4 м). У вересні 2006 року Алонсо забив ще один гол зі своєї половини поля в матчі Прем'єр-ліги проти «Ньюкасла».

## Кар'єра

### Клубні виступи
Хабі Алонсо походить з відомої футбольної сім'ї. Його батько, Періко Алонсо, був зіркою «Барселони» в 1980-х, а до цього з «Реал Сосьєдадом» виграв два чемпіонські титули. Брат Хабі, Мікель Алонсо, також футболіст і грає на позиції півзахисника. Інший брат, Хон — футбольний суддя.
Алонсо — вихованець футбольної школи «Реал Сосьєдад». Дебютував він у професійній команді сан-себастьянського клубу в сезоні 1999/00. Його перший вихід на поле відбувся 1 грудня 1999 року у поєдинку на Кубок Іспанії з «Логроньєсом».
В сезоні 2000/01 Хабі на правах оренди перейшов до клубу другого дивізіону «Ейбар» на півроку. Повернувшись з оренди, Алонсо став гравцем основи. В сезоні 2001/2002 баск забив свій перший гол. В наступному сезоні Алонсо зіграв ключову роль у завоюванні срібних медалей чемпіонату, завдяки чому клуб зумів кваліфікуватися в Лігу чемпіонів. Сезон 2003/04 став для Хабі останнім у складі «Сосьєдаду».
Влітку 2004 року Алонсо перейшов в «Ліверпуль» за 10,5 млн фунтів. У першому своєму сезоні у складі «червоних» іспанець виграв Лігу чемпіонів. У сезоні 2005/06 Хабі завоював ще два трофеї: суперкубок Європи та кубок Англії. У наступні три сезони на «Енфілді» іспанець виграв суперкубок Англії, А також дійшов до фіналу Ліги чемпіонів та завоював срібні медалі чемпіонату Англії.
У літнє трансферне вікно 2009 року Алонсо за 30 млн євро перейшов в мадридський «Реал», де став володарем Ліги чемпіонів, чемпіонату та суперкубка Іспанії, а також дворазовим переможцем кубка Іспанії.
Влітку 2014 року, після п'яти років проведених у складі «Реала», Хабі перейшов в мюнхенську «Баварію», підписавши дворічний контракт. Завершив ігрову кар'єру влітку 2017 року.

### Збірна
Алонсо дебютував за збірну Іспанії 30 квітня 2003 року у віці 22 років в товариському матчі зі збірною Еквадору, в якому іспанці перемогли з рахунком 4:0. 23 червня 2012 року Алонсо зіграв свій 100-й матч за збірну Іспанії у чвертьфіналі Євро-2012 проти Франції. Він відсвяткував цю подію, забивши 2 м'ячі і вивівши Іспанію до півфіналу.
За час виступів у збірній Іспанії, Алонсо виграв Євро-2008 та Євро-2012, а також був включений до складу «червоної фурії» для участі у світовій першості 2010 року, за результатами якого іспанці уперше в історії стали чемпіонами світу. Під час фінального турніру у Південно-Африканськії Республіці був ключовим гравцем півзахисту команди, провівши на полі усі сім матчів іспанців на турнірі. Також представляв свою країну на Євро-2004, чемпіонаті світу 2006 та чемпіонаті світу 2014, після якого і завершив ігрову кар'єру в збірній.

## Тренерська кар'єра
25 травня 2025 року «Реал Мадрид» оголосив про призначення Алонсо на посаду головного тренера на наступні три сезони, починаючи з 1 червня 2025 року.

## Титули і досягнення

### Клубні
«Ліверпуль»
- Переможець Ліги Чемпіонів: 2004-05
- Володар Суперкубка Європи: 2005
- Володар кубка Англії: 2005-06
- Володар Суперкубка Англії: 2006

«Реал Мадрид»
- Чемпіон Іспанії: 2011-12
- Володар кубка Іспанії: 2010-11, 2013-14
- Володар Суперкубка Іспанії: 2012
- Переможець Ліги Чемпіонів УЄФА : 2013-14
- Володар Суперкубка УЄФА: 2014

«Баварія»
- Чемпіон Німеччини: 2014-15, 2015-16, 2016-17
- Володар кубка Німеччини: 2015-16
- Володар Суперкубка Німеччини: 2016

### Збірна
Збірна Іспанії
- Чемпіон світу: 2010
- Чемпіон Європи: 2008, 2012

### Тренер
«Баєр 04»
- Чемпіон Німеччини: 2023–24
- Володар Кубка Німеччини:2023–24
- Володар Суперкубка Німеччини: 2024